# ЗІС-15
ЗІС-15 — наступна модель вантажівки ЗІС-5. Дослідна модель котра згодом втілилась у моделі ЗІС-150

## Історія створення
Ця машина була прототипом нової моделі, котрій належало стати на зміну «трьохтонці» ЗІС-5. Але початок війни став цьому на заваді, та дослідну модель ЗІС-15 після вдосконалення конструкції дав початок моделі ЗІС-150. Її виробництво почалось у 1947 році.

## Опис конструкції
Вантажівка оснащувалась новою обтічною кабіною з покращеним дизайном, підсилена та подовжена рама, модернізований 6-циліндровий двигун  потужністю 82 к.с., бензобак збільшеного об'єму — 100 л. 
Максимальна швидкість машини була 65 км/г. 
На прототипах встановлювались дискові трансмісійні гальма, однак коробка передач була залишина з ЗІС-5 4-х ступенева, привід гальмів — механічний, з вакуумним підсилювачем.